# Dicranomyia hardyana
Dicranomyia hardyana är en tvåvingeart som först beskrevs av George W. Byers 1985.  Dicranomyia hardyana ingår i släktet Dicranomyia och familjen småharkrankar. Inga underarter finns listade i Catalogue of Life.